# Jung Seung-hwa
Dans ce nom coréen, le nom de famille, Jung, précède le nom personnel Seung-hwa.
Pour les articles homonymes, voir Jung.
Jung Seung-hwa (coréen : 정승화), né le 27 mars 1981, est un escrimeur sud-coréen.

## Carrière
La période d'activité de Jung est assez courte, elle s'étend des championnats du monde 2009 à la coupe du monde 2011-2012 dans un premier temps, avant de reprendre en deuxième partie de coupe du monde 2014-2015 jusqu'en 2016 et sa non-sélection pour les Jeux olympiques de Rio de Janeiro.
Durant sa première période d'activité, Jung se classe deuxième des championnats d'Asie 2009. Avec l'équipe nationale, il remporte l'or en 2009, 2010 et 2011, ainsi que l'or aux Jeux asiatiques de 2010. Sa saison de coupe du monde 2009-2010 est marquée par une victoire au Grand Prix de Stockholm, ainsi qu'une deuxième place à Caguas, Porto Rico. Ces résultats le classent au septième rang mondial en fin de saison.
À la suite de son retour à la compétition, en 2015, Jung prend la cinquième place des championnats d'Asie. Il décroche aussi la médaille de bronze des championnats du monde en individuel avec une victoire en quarts de finale contre le no 2 mondial Enrico Garozzo. Il s'incline contre le futur champion, Géza Imre, en demi-finale.

## Palmarès
- Championnats du monde d'escrime
  -  Médaille d'argent par équipes aux championnats du monde d'escrime 2015 à Moscou
  -  Médaille de bronze aux championnats du monde d'escrime 2015 à Moscou

- Championnats d'Asie d'escrime
  -  Médaille d'or par équipes aux championnats d'Asie d'escrime 2011 à Séoul
  -  Médaille d'or par équipes aux championnats d'Asie d'escrime 2010 à Séoul
  -  Médaille d'or par équipes aux championnats d'Asie d'escrime 2009 à Doha
  -  Médaille d'argent aux championnats d'Asie d'escrime 2009 à Doha

- Jeux asiatiques
  -  Médaille d'or par équipes aux Jeux asiatiques de 2010 à Canton

## Classement en fin de saison
| Année | 2009 | 2010 | 2011 | 2012 | 2013       | 2014       | 2015 | 2016 |
| ----- | ---- | ---- | ---- | ---- | ---------- | ---------- | ---- | ---- |
| Rang  | 57   | 7    | 27   | 198  | Non-classé | Non-classé | 12   | 54   |